# Luc Jacquet
Luc Jacquet (Bourg-en-Bresse, 5 december 1967) is een Frans filmregisseur en documentairemaker.
Hij maakte verschillende dierendocumentaires voor televisie, zoals Sous le signe du serpent (2004) voor hij bij het grote publiek bekend werd met de film La Marche de l'Empereur (2005).  Deze film was een wereldwijd succes en kreeg een Oscar voor de beste documentaire film op 5 maart 2006, tijdens de 78e Oscaruitreikingen in Hollywood. In 2007 bracht hij zijn tweede langspeelfilm uit: Le Renard et l'Enfant.

## Filmografie
- Une plage et trop de manchots (televisiedocumentaire, 2001)
- Sous le signe du serpent (televisiedocumentaire,2004)
- Des manchots et des hommes (2004, samen met Jérôme Maison)
- La Marche de l'Empereur (2005)
- Le Renard et l'Enfant (2007)
- Il était une forêt (2013)
- La Glace et le Ciel (2015)